# ヨハネの洗礼
ヨハネの洗礼（ヨハネのせんれい）は、TBS系列で、2009年10月6日から2010年3月23日まで毎週火曜日の22:54 - 23:00（JST）に放送されていたミニバラエティ番組である（字幕放送も実施）。ユニリーバ（提供コールはPOND'S）の一社提供。

## 番組内容
- 女性タレントが週代わりでやってきて、思い出したくもない過去をバラされ（その際、本人が恥ずかしがる写真やビデオテープ等が証拠として箱の中に置かれている）、しまいには「洗礼を受けなさい」と水を浴びせられる。そして最後に男性ナレーターの声で「洗礼を受けた彼女はまた一つきれいになった」と締めくくっていた。更に2010年に入ってからは、洗礼を浴びたタレントの「あーさっぱりした」のセリフが追加されていた。
- オープニングとエンディングで使用されている曲は、フランスの作曲家カミーユ・サン＝サーンスの交響曲第3番『オルガン付き』第2楽章 第2部の冒頭部分である。

## これまでの出演者
- 2009年
  - 10月6日：くわばたりえ（クワバタオハラ）- 番組第1回目の出演者。
  - 10月13日：いとうあさこ
  - 10月20日：まちゃまちゃ
  - 10月27日：鳥居みゆき
  - 11月3日：小原正子（クワバタオハラ）
  - 11月10日：村上知子（森三中）
  - 11月17日：シルク
  - 11月24日：チェリー☆パイ
  - 12月1日：椿鬼奴
  - 12月8日：黒沢かずこ（森三中）
  - 12月15日：にしおかすみこ
  - 12月22日：バービー（フォーリンラブ）
  - 12月29日：黒沢かずこ - 二度目の登場。
- 2010年
  - 1月5日：磯山さやか
  - 1月12日：赤いプルトニウム（現：赤プル）
  - 1月19日：浜田ブリトニー
  - 1月26日：メグちゃん
  - 2月2日：エド・はるみ
  - 2月9日：渡辺直美
  - 2月16日：浜口順子
  - 2月23日：手島優
  - 3月2日：だいたひかる
  - 3月8日：くまきりあさ美
  - 3月16日：時東ぁみ
  - 3月23日：赤いプルトニウム - 二度目の登場。番組最終回。

| TBS 火曜22:54 - 23:00枠        | TBS 火曜22:54 - 23:00枠 | TBS 火曜22:54 - 23:00枠 |
| 前番組                         | 番組名                  | 次番組                  |
| ------------------------------ | ----------------------- | ----------------------- |
| THE PRIME TUESDAY みのりの風景 | ヨハネの洗礼            | NEWS23X ※22:54 - 23:45  |